# Гавриилиада
«Гавриѝлиа́да» (рус. дореф. «Гавріиліада», в некоторых ранних изданиях, в том числе первых полных российских, 1918—1922, ошибочно: «Гаврилиа́да») — поэма Пушкина, пародийно-романтически обыгрывающая сюжет Евангелия о Благовещении; главный персонаж — архангел Гавриил. Посвящена кишинёвскому приятелю автора, Н. С. Алексееву.

## История поэмы

### Создание
Пушкин в молодости скептически относился к религиозным ценностям и написал несколько «кощунственных» стихотворений. Например, «Ты богоматерь, нет сомненья» он написал в возрасте 27 лет. Репутация «афея» (атеиста) неоднократно доставляла поэту неприятности.
«Гавриилиада» написана 22-летним Пушкиным в апреле 1821 года в Кишинёве (часть историков относит завершение поэмы к лету 1822 года). Исследователи связывали сюжет «Гавриилиады» с поэмой «Война старых и новых богов» Эвариста Парни, поэта, высоко ценимого Пушкиным; возможна также связь с одним эпизодом «Сказки о Золотом петухе» Ф. М. Клингера.

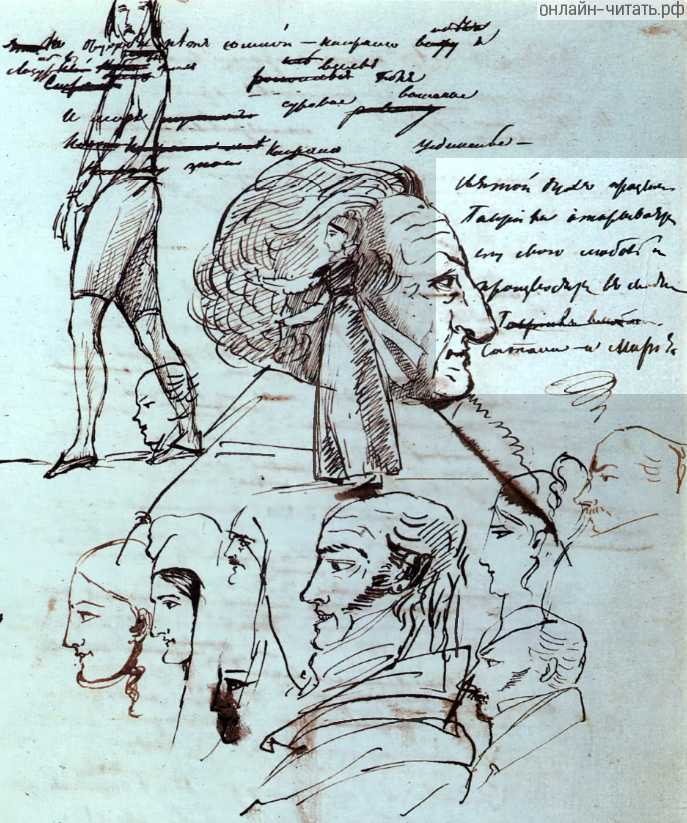
План «Гавриилиады» в рукописи А. С. Пушкина (выделен квадратом справа), 1821 г.

Автограф поэмы до нас не дошёл. Сохранился лишь план некоторых эпизодов, написанный Пушкиным в Бессарабии 6 апреля 1821 года: «Святой дух, призвав Гавриила, описывает ему свою любовь и производит в сводники. Гавриил влюблён. Сатана и Мария». Имеются также наброски введения или посвящения, обычно относимые к замыслу «Гавриилиады».
Стиль поэмы — типичный ранний пушкинский, и многие стихи «Гавриилиады» близки к другим его стихотворениям. Например, как отметил Брюсов, строки 329—355 чрезвычайно сходны со стихотворением «Платоническая любовь» (1819), а строки 113—116 — со стихотворением «Любовь одна — веселье жизни хладной» (1816).
Как произведение совершенно непозволительное по цензурным условиям того времени, некоторое время оно было известно только в узком кругу друзей Пушкина, но уже начиная с лета 1822 года стало расходиться в списках. Первое упоминание поэмы историки обнаружили в письме С. С. Петровского к С. А. Соболевскому от 12 июня 1822 года: «Написана Пушкиным поэма „Гаврилиада“ или любовь архангела Гавриила с девой Марией». П. А. Вяземский, посылая 10 декабря 1822 года А. И. Тургеневу значительный отрывок из «Гавриилиады», написал: «Пушкин прислал мне одну свою прекрасную шалость».

### Дело о «Гавриилиаде»
В 1828 году по доносу дворовых отставного гвардейского штабс-капитана В. Ф. Митькова, имевшего у себя список «Гавриилиады», митрополит Серафим (Глаголевский) довёл до сведения правительства о существовании поэмы. После этого началось дело по распоряжению Николая I. В предыдущем году уже проводилось одно расследование по поводу стихов Пушкина, с допросом поэта — ему инкриминировался не пропущенный цензурой отрывок из стихотворения «Андрей Шенье», к которому саратовский студент А. Ф. Леопольдов приписал название «На 14 декабря». Несмотря на то, что поэт во время допросов вполне искренне продемонстрировал, что отрывок из «Андрея Шенье» изображает события Великой французской революции и никак не связан с восстанием декабристов, Пушкин был оставлен под полицейским надзором.
По делу о «Гавриилиаде» Пушкина вызвали и допрашивали во Временной верховной комиссии, действовавшей как исполнительный орган на период отсутствия Николая (который был на войне с Турцией). К возникшей угрозе Пушкин относился вполне серьёзно, судя по письмам и стихотворениям, ощущал перспективу ссылки или даже смертной казни («Снова тучи надо мною собралися в тишине…», «Вы ль вздохнёте обо мне, если буду я повешен?»).
На допросе Пушкин отрёкся от авторства (приписав его покойному к тому времени Д. П. Горчакову и сказав, что якобы был знаком с текстом ещё в Лицее, в 1817 году), а затем, после новых и настоятельных вопросов, написал письмо Николаю I лично 2 октября и передал его в запечатанном виде. Это письмо до нас не дошло, но в 1951 году обнаружена его копия (возможно, перевод с французского), относительно подлинности которой ведутся споры; в ней Пушкин, признаваясь в авторстве и раскаиваясь, по-прежнему датирует поэму 1817 годом:

Будучи вопрошаем Правительством, я не почитал себя обязанным признаться в шалости, столь же постыдной, как и преступной. — Но теперь, вопрошаемый прямо от лица моего Государя, объявляю, что Гаврилиада сочинена мною в 1817 году.
Повергая себя милосердию и великодушию царскому есмь Вашего Императорского Величества верноподанный.
— Александр Пушкин, 2 октября 1828. С. Петербург
По словам В. Ф. Ходасевича, после Февральской революции в архивах императора было найдено собственноручное письмо, содержащее «краткое, но чистосердечное признание Пушкина», но оно было выкрадено неким известным пушкинистом, чьего имени Ходасевич в печати не сообщил.
Независимо от подлинности копии, по-видимому, Пушкин действительно признался царю в своём авторстве, потому что следствие, начавшееся в июне, было прекращено 31 декабря того же года резолюцией Николая I: «Мне дело подробно известно и совершенно кончено». В своих творческих бумагах Пушкин сделал краткие записи о своём «письме к Царю» (2 октября) и о приезде петербургского генерал-губернатора П. А. Толстого, передавшего ему устно сообщение от государя.
Князь А. H. Голицын рассказывал о деталях следствия своему сотруднику Ю. H. Бартеневу, который записал 30 декабря 1837 года: «Управление князя Кочубея и Толстого во время отсутствия князя. Гаврильяда Пушкина. Отпирательство Пушкина. Признание. Обращение с ним государя. Важный отзыв князя, что не надобно осуждать умерших».

### Последствия
В поздние годы Пушкин не любил упоминаний о «Гавриилиаде», что могло быть связано как с изменившимся отношением поэта к религии, так и с судебной историей 1828 года. Из воспоминаний А. С. Норова:

Дело было года за два до женитьбы Пушкина на Наталье Николаевне. Встретившись с ним, Пушкин дружески его обнял. Присутствовавший при этом В. И. Туманский сказал: «А знаешь ли, Александр Сергеевич, кого ты обнимаешь? Ведь это твой противник. В бытность свою в Одессе он при мне сжёг твою рукописную поэму». «Нет, — возразил Пушкин, — я этого не знал, а узнав теперь, вижу, что Авраам Сергеевич не противник мне, а друг. А вот ты, восхищающийся такою гадостью, как моя неизданная поэма, настоящий мой враг».

Впоследствии сюжет с писателем, отказывающимся от авторства «преступной поэмы», был использован Пушкиным в мистификации «Последний из свойственников Иоанны д’Арк», написанной в январе 1837 года незадолго до дуэли с Дантесом (таким образом, она оказалась последним его произведением). В этом тексте Вольтер отрекается от авторства «Орлеанской девственницы», испугавшись дуэли с потомком брата Жанны д’Арк.
В последние годы Пушкин не допускал дерзостей в отношении религии, а в его стихах встречаются религиозные мотивы (например, переложение известной молитвы Ефрема Сирина «Отцы пустынники и жёны непорочны»). Однако власть продолжала относиться к поэту с подозрением. Вскоре после смерти Пушкина глава Третьего отделения граф А. X. Бенкендорф дал ему своеобразную эпитафию: «Осыпанный благодеяниями Государя, он однако же до самого конца жизни не изменился в своих правилах, а только в последние годы стал осторожнее в изъявлении оных». Петербургский митрополит Серафим (С. В. Глаголевский), а за ним и несколько архимандритов отказались участвовать в отпевании Пушкина, и заупокойную службу исполнил местный священник, протоиерей А. И. Малов. В письме вдовы Карамзина приводятся слова императора Николая I, сказанные В. А. Жуковскому: «Пушкина мы насилу заставили умереть как христианина».

## Первоиздания
Первая публикация поэмы (на основе не вполне исправного списка) была в Лондоне (Н. П. Огарёв, Русская потаённая литература XIX столетия. Лондон, 1861). За ним последовали анонимное заграничное издание 1898 года и берлинское издание Гуго Штейница (1904).
В России до 1917 года печатались лишь отрывки из «Гавриилиады», не связанные с евангельским сюжетом и под изменёнными названиями:
- Гаевский — в «Современнике» (1853), в статье о Дельвиге.
- Гербель — в журнале «Время» (1861)[10].
- Ефремов — в «Библиографических записках» (1861) и в его издании сочинений Пушкина (1880).

Несколько дополнительных фрагментов были опубликованы в «Русском архиве» (1881) и «Остафьевском архиве» (1899, т. 2). Вышеуказанные отрывки перепечатались всеми издателями Пушкина по тексту Ефремова, но даже в изданиях Морозова, Венгерова и академическом (1916) воспроизводится только небольшая часть текста поэмы.
В 1908 году издатель А. И. Маслов напечатал в Москве, в типографии А. Поплавского, небольшую книгу под названием «А. С. Пушкин. Стихотворения, не изданные в России», в которой содержались, в частности, отрывки из «Гаврилиады». Но весь напечатанный тираж книги был немедленно арестован ещё в типографии, и специальным постановлением Совета министров было приказано его уничтожить. Владельцу типографии А. Поплавскому удалось выкрасть единственный экземпляр, и то не в целом, а уже в «порубанном» виде.
Первое полное российское издание вышло в 1918 году под редакцией В. Я. Брюсова. Научно установленный текст подготовил в 1922 году Б. В. Томашевский.

## Реминисценции
- В романе Ильфа и Петрова «Двенадцать стульев» есть глава «Автор гаврилиады», в которой поэт Никифор Ляпис пишет стихи о Гавриле для разных изданий.
- Аналогичная тема, только в более ироничной манере, обыграна в песне В. Высоцкого «Про плотника Иосифа, деву Марию и святого духа».
- Демьян Бедный написал стихотворное предисловие к «Гавриилиаде» (1918 год), в котором предложил своё понимание цели Пушкина при создании поэмы[13]:

  Ему чужда минувшей жизни мерзость,

  Он подходил с насмешкой к алтарю:

  Чтоб нанести царю земному дерзость,

  Он дерзко мстил небесному царю.